# Hiroe Yama
Hiroe Yama är ett berg i Antarktis. Det ligger i Östantarktis. Norge gör anspråk på området. Toppen på Hiroe Yama är 316 meter över havet.
Terrängen runt Hiroe Yama är kuperad österut, men västerut är den platt. Havet är nära Hiroe Yama åt sydväst.  Trakten är obefolkad. Det finns inga samhällen i närheten. 